# Peter Füssenich

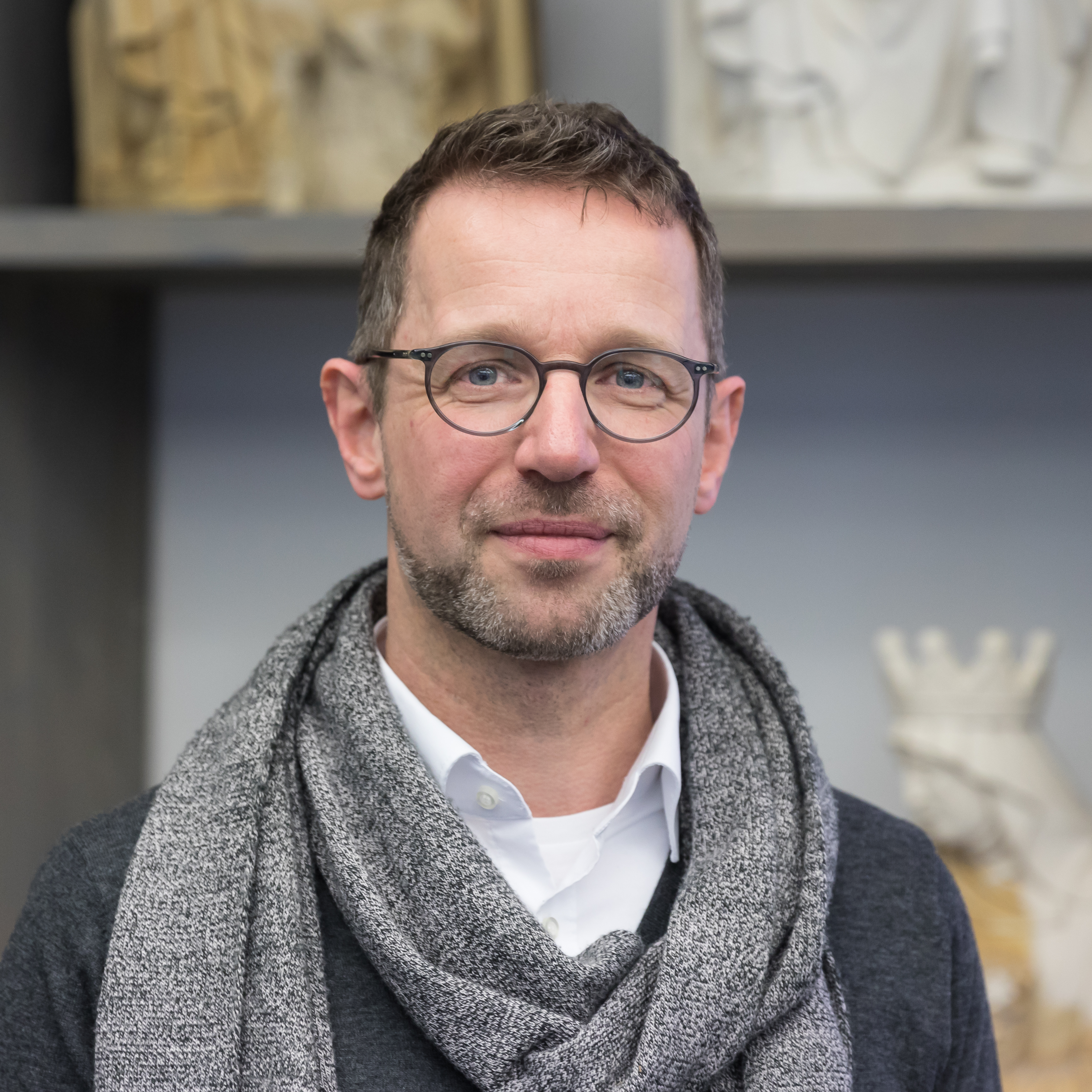
Peter Füssenich, 2020

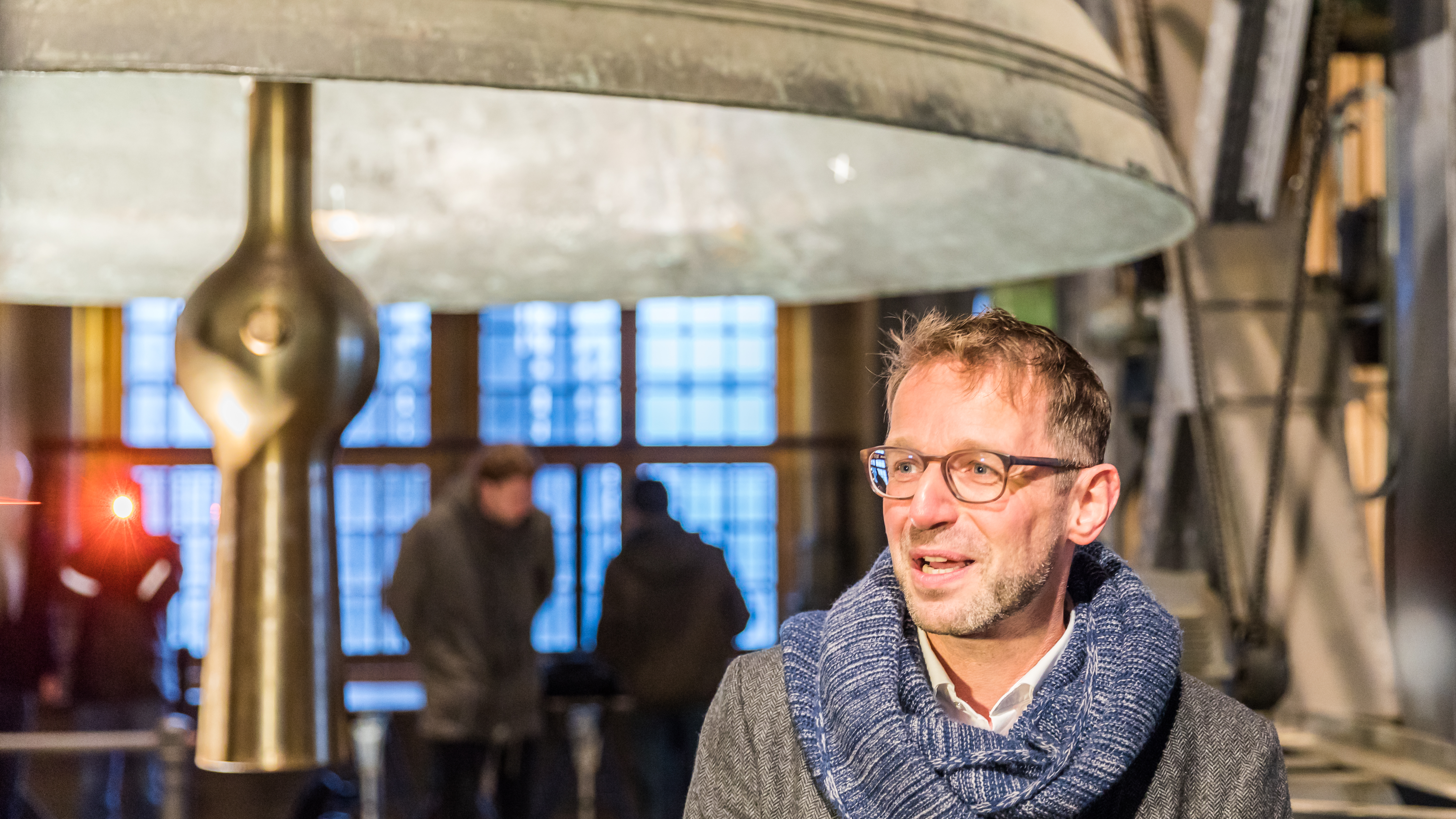
Peter Füssenich in der Glockenstube des Kölner Domes, links die Petersglocke (Dicker Pitter), 2018

Peter Füssenich (* 19. Januar 1971 in Bonn) ist ein deutscher Architekt und Denkmalpfleger. Seit Anfang 2016 ist er Dombaumeister in Köln.

## Leben
Sein Abitur machte Füssenich 1990 am Collegium Josephinum Bonn. Er absolvierte ab 1993 ein Studium der Architektur an der Fachhochschule Köln, das er 2001 abschloss, gefolgt von einem Aufbaustudium am Institut für Baugeschichte und Denkmalpflege von 2002 bis 2004. In seiner Abschlussarbeit beschäftigte er sich mit der Kölner Domplombe.
Es folgte eine Tätigkeit als Baureferent beim Kölner Generalvikariat, bei der er die kirchliche Bauaufsicht bei Baumaßnahmen von Kirchengemeinden innehatte. Außerdem war er Referent vor der kirchlichen Kunstkommission bei liturgischen Umgestaltungen von Kirchen.
Nach dem plötzlichen Tod des stellvertretenden Dombaumeisters Bernd Billecke im April 2012 wurde er im Juli 2012 als neuer Architekt und stellvertretender Dombaumeister an der Dombauhütte eingestellt. Nachdem sich Domkapitel und Dombaumeister Michael Hauck infolge interner Spannungen 2014 einvernehmlich getrennt hatten, übernahm Füssenich zusätzlich kommissarisch die Aufgaben des Dombaumeisters. Im Januar 2016 entschied sich das Kölner Domkapitel nach einem seit Oktober 2015 laufenden Auswahlverfahren mit 15 Mitbewerbern für Füssenich als neuen Dombaumeister.

## Publikationen
- mit Klaus Hardering (Hrsg.): Kölner Domblatt 2015. Jahrbuch des Zentral-Dombau-Vereins (Ausgabe 80); ISBN 978-3-922442-87-5
- Hrsg. Zentral-Dombau-Verein zu Köln mit Robert Boecker und Angela Sommersberg: Kölner Dom – Wie geht das? (Bachems Wissenswelt). J. P. Bachem, Köln 2020, ISBN 978-3-7616-3181-2.
- mit Barbara Schock-Werner: Der Dom. Die Kölner Kathedrale in der Fotografie seit 1850. Greven, Köln 2022, ISBN 978-3-7743-0950-0.